# Paratriaenops auritus
Paratriaenops auritus là một loài động vật có vú trong họ Dơi nếp mũi, bộ Dơi. Loài này được Grandidier mô tả năm 1912.

## Hình ảnh